# یواس‌آرسی پاوتوکست
یواس‌آرسی پاوتوکست (به انگلیسی: USRC Pawtuxet) یک کشتی است که طول آن ۱۳۰ فوت (۴۰ متر) می‌باشد. این کشتی  در سال ۱۸۶۳ ساخته شد.